# Жарье, Жан-Пьер
Жан-Пьер Жарье́ (фр. Jean-Pierre Jarier, 10 июля 1946, Париж) — французский автогонщик, участник чемпионата мира по автогонкам в классе Формула-1 с 1971 по 1983 годы. Чемпион Европы Формулы-2.
За счёт достойных результатов Формуле Франции Жарье пошёл на повышение — французская Формула-3, где занял 3-е место в 1970 году. После этого успеха перешёл в Формулу-2 годом позже. Лучшим результатом для француза стали два третьих места, и он также дебютировал в команде March за рулём 701-й модели. Однако команда расторгла контракт в середине 1972 из-за финансовых проблем. На сезон 1973 Жарье возвращается в Формулу-2, причём в команду March. Как бонус, он получает место всё в той же команде. Соревноваться на 721G в Формуле-1 было тяжело, но Жарье удалось добыть титул с восемью победами в Формуле-2.
В 1974 француз решил сконцентрироваться на Формуле-1, подписав контракт с Shadow. Он стал лидером команды после смерти Питера Ревсона, придя к финишу 3-м в Монако и 14-м в чемпионате.
1975 год начался с сенсационного поула на Гран-при Аргентины, но на старте машина заглохла, и французу не удалось уйти в гонку. Ему удалось повторить успех на Гран-при Бразилии и лидировал в гонке, пока не закончилось топливо из-за поломки датчика топлива. Неудачи и низкая надёжность испортили сезон французу, кроме того команда испытывала и проблемы со скоростью. Ему удалось набрать только 4 очка за четвёртое место в коротком Гран-при Испании.
Жарье провел 1976 год в составе американской команды, закончив на обновленной версии прошлогоднего болида DN5B квалификацию на Гран-при Бразилии на третьем месте и установив лучший круг на старте, пока не поскользнулся и не вылетел с трассы на масле из машины Джеймса Ханта. Это в итоге оказалось нетипичным результатом, и французу больше не удалось набрать ни одного очка в этом сезоне.

## Полная таблица результатов в Формуле-1
| Легенда к таблице |                                                                    |
| --- | ------------------------------------------------------------------ |
| В таблице перечислены результаты всех Гран-при Формулы-1, в которых принимал участие гонщик. Строками таблицы являются сезоны, столбцами — этапы чемпионата мира. В каждой клетке указаны сокращённое название этапа и результат, дополнительно обозначенный цветом. Расшифровка обозначений и цветов представлена в нижеследующей таблице. |                                                                    |
| \| Пример \| Описание \| \| ------------ \| ------------------------------------------------------------------ \| \| 1 \| Победитель \| \| 2 \| Второе место \| \| 3 \| Третье место \| \| 5 \| Финишировал, заработав очки \| \| Сход \| Не финишировал, но при этом заработал очки \| \| 12 \| Финишировал, не получив очков \| \| НКЛ \| Финишировал, но не попал в финальную классификацию \| \| 15 \| Участвовал вне зачёта, либо по отдельной классификации \| \| 18 \| Не финишировал, но попал в финальную классификацию \| \| Сход \| Не финишировал \| \| НКВ \| Не прошёл квалификацию \| \| НПКВ \| Не прошёл предквалификацию \| \| ДСК \| Дисквалифицирован \| \| ИСК \| Исключён из протокола соревнований \| \| ТТ \| Заявлен для участия только в тренировках \| \| НС \| Участвовал в квалификации, но не стартовал в гонке \| \| Т \| Травмирован или болен \| \| ОТК \| Отказ от участия \| \| НТР \| Прибыл на соревнования, но на трассу не выезжал \| \| НПР \| Был заявлен в числе участников, но не прибыл к началу соревнований \| \| О \| Соревнования отменены \| \| \| Не участвовал \| \| Поул-позиция \| \| \| Быстрый круг \| \| |                                                                    |
| Пример | Описание                                                           |
| 1 | Победитель                                                         |
| 2 | Второе место                                                       |
| 3 | Третье место                                                       |
| 5 | Финишировал, заработав очки                                        |
| Сход | Не финишировал, но при этом заработал очки                         |
| 12 | Финишировал, не получив очков                                      |
| НКЛ | Финишировал, но не попал в финальную классификацию                 |
| 15 | Участвовал вне зачёта, либо по отдельной классификации             |
| 18 | Не финишировал, но попал в финальную классификацию                 |
| Сход | Не финишировал                                                     |
| НКВ | Не прошёл квалификацию                                             |
| НПКВ | Не прошёл предквалификацию                                         |
| ДСК | Дисквалифицирован                                                  |
| ИСК | Исключён из протокола соревнований                                 |
| ТТ | Заявлен для участия только в тренировках                           |
| НС | Участвовал в квалификации, но не стартовал в гонке                 |
| Т | Травмирован или болен                                              |
| ОТК | Отказ от участия                                                   |
| НТР | Прибыл на соревнования, но на трассу не выезжал                    |
| НПР | Был заявлен в числе участников, но не прибыл к началу соревнований |
| О | Соревнования отменены                                              |
| | Не участвовал                                                      |
| Поул-позиция |                                                                    |
| Быстрый круг |                                                                    |

| Сезон | Команда | Шасси | Двигатель | Ш | 1        | 2        | 3        | 4        | 5        | 6        | 7        | 8        | 9        | 10       | 11       | 12       | 13       | 14       | 15       | 16       | 17       | Место | Очки |
| ----- | ------- | ----- | --------- | - | -------- | -------- | -------- | -------- | -------- | -------- | -------- | -------- | -------- | -------- | -------- | -------- | -------- | -------- | -------- | -------- | -------- | ----- | ---- |
| 1971  | March   | 701   | Ford V8   | G | ЮАР      | ИСП      | МОН      | НИД      | ФРА      | ВЕЛ      | ГЕР      | АВТ      | ИТА НКЛ  | КАН      | США      |          |          |          |          |          |          | —     | 0    |
| 1973  | March   | 721G  | Ford V8   | G | АРГ Сход | БРА Сход | ЮАР НКЛ  | ИСП      |          |          |          |          |          |          |          |          |          |          |          |          |          | —     | 0    |
| 1973  | March   | 731   | Ford V8   | G |          |          |          |          | БЕЛ Сход | МОН Сход | ШВЕ Сход | ФРА Сход | ВЕЛ      | НИД      | ГЕР      | АВТ Сход | ИТА      | КАН НКЛ  | США 11   |          |          | —     | 0    |
| 1974  | Shadow  | DN1   | Ford V8   | G | АРГ Сход | БРА Сход | ЮАР      |          |          |          |          |          |          |          |          |          |          |          |          |          |          | 14    | 6    |
| 1974  | Shadow  | DN3   | Ford V8   | G |          |          |          | ИСП Сход | БЕЛ 13   | МОН 3    | ШВЕ 5    | НИД Сход | ФРА 12   | ВЕЛ Сход | ГЕР 8    | АВТ 8    | ИТА Сход | КАН Сход | США 10   |          |          | 14    | 6    |
| 1975  | Shadow  | DN5   | Ford V8   | G | АРГ НС   | БРА Сход | ЮАР Сход | ИСП 4    | МОН Сход | БЕЛ Сход | ШВЕ Сход | НИД Сход | ФРА 8    | ВЕЛ 14   | ГЕР Сход |          |          |          |          |          |          | 18    | 1,5  |
| 1975  | Shadow  | DN7   | Matra V12 | G |          |          |          |          |          |          |          |          |          |          |          | АВТ Сход | ИТА Сход | США Сход |          |          |          | 18    | 1,5  |
| 1976  | Shadow  | DN5B  | Ford V8   | G | БРА Сход | ЮАР Сход | СШЗ 7    | ИСП Сход | БЕЛ 9    | МОН 8    | ШВЕ 12   | ФРА 12   | ВЕЛ 9    | ГЕР 11   | АВТ Сход | НИД 10   | ИТА 19   | КАН 18   | США 10   | ЯПО 10   |          | —     | 0    |
| 1977  | ATS     | PC4   | Ford V8   | G | АРГ      | БРА      | ЮАР      | СШЗ 6    | ИСП НКВ  | МОН 11   | БЕЛ 11   | ШВЕ 8    | ФРА Сход | ВЕЛ 9    | ГЕР Сход | АВТ 14   | НИД Сход | ИТА Сход |          |          |          | 19    | 1    |
| 1977  | Shadow  | DN8   | Ford V8   | G |          |          |          |          |          |          |          |          |          |          |          |          |          |          | США 9    | КАН      |          | 19    | 1    |
| 1977  | Ligier  | JS7   | Matra V12 | G |          |          |          |          |          |          |          |          |          |          |          |          |          |          |          |          | ЯПО Сход | 19    | 1    |
| 1978  | ATS     | HS1   | Ford V8   | G | АРГ 12   | БРА НС   | ЮАР 8    | СШЗ 11   | МОН НКВ  | БЕЛ      | ИСП      | ШВЕ      | ФРА      | ВЕЛ      | ГЕР НКВ  | АВТ      | НИД      | ИТА      |          |          |          | —     | 0    |
| 1978  | Lotus   | 79    | Ford V8   | G |          |          |          |          |          |          |          |          |          |          |          |          |          |          | США 15   | КАН Сход |          | —     | 0    |
| 1979  | Tyrrell | 009   | Ford V8   | G | АРГ Сход | БРА Сход | ЮАР 3    | СШЗ 6    | ИСП 5    | БЕЛ 11   | МОН Сход | ФРА 5    | ВЕЛ 3    | ГЕР      | АВТ      | НИД Сход | ИТА 6    | КАН Сход | США Сход |          |          | 11    | 14   |
| 1980  | Tyrrell | 009   | Ford V8   | G | АРГ Сход | БРА 12   |          |          |          |          |          |          |          |          |          |          |          |          |          |          |          | 13    | 6    |
| 1980  | Tyrrell | 010   | Ford V8   | G |          |          | ЮАР 7    | СШЗ Сход | БЕЛ 5    | МОН Сход | ФРА Сход | ВЕЛ 5    | ГЕР 15   | АВТ Сход | НИД 5    | ИТА 13   | КАН 7    | США НКЛ  |          |          |          | 13    | 6    |
| 1981  | Ligier  | JS17  | Matra V12 | M | СШЗ Сход | БРА 7    | АРГ      | САН      | БЕЛ      | МОН      | ИСП      | ФРА      |          |          |          |          |          |          |          |          |          | —     | 0    |
| 1981  | Osella  | FA1B  | Ford V8   | M |          |          |          |          |          |          |          |          | ВЕЛ 8    | ГЕР 8    | АВТ 10   | НИД Сход |          |          |          |          |          | —     | 0    |
| 1981  | Osella  | FA1C  | Ford V8   | M |          |          |          |          |          |          |          |          |          |          |          |          | ИТА 9    | КАН Сход | СИЗ Сход |          |          | —     | 0    |
| 1982  | Osella  | FA1C  | Ford V8   | P | ЮАР Сход | БРА 9    | СШЗ Сход | САН 4    | БЕЛ Сход | МОН НКВ  | ДЕТ Сход | КАН НС   | НИД 14   | ВЕЛ Сход | ФРА Сход |          |          |          |          |          |          | 20    | 3    |
| 1982  | Osella  | FA1D  | Ford V8   | P |          |          |          |          |          |          |          |          |          |          |          | ГЕР Сход | АВТ НКВ  | ШВА Сход | ИТА Сход | СИЗ НС   |          | 20    | 3    |
| 1983  | Ligier  | JS21  | Ford V8   | M | БРА Сход | СШЗ Сход | ФРА 9    | САН Сход | МОН Сход | БЕЛ Сход | ДЕТ Сход | КАН Сход | ВЕЛ 10   | ГЕР 8    | АВТ 7    | НИД Сход | ИТА 9    | ЕВР Сход | ЮАР 10   |          |          | —     | 0    |